# Mömlingen
Mömlingen est une commune de Bavière (Allemagne), située dans l'arrondissement de Miltenberg, dans le district de Basse-Franconie.

## Jumelage
- La Rochette (Savoie) (France) depuis 1992